# فاز جی صفر

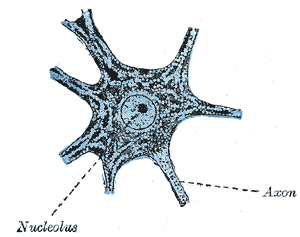
بعضی از سلول‌های پستانداران مانند این نورون، در فاز G0 به‌صورت دائمی باقی می‌مانند

فاز G0 دوره‌ای در چرخهٔ سلولی است که سلول در آن به صورت ساکن باقی می‌ماند به این معنی که به نظر می‌آید سلول در یک فازG1 طولانی قرار گرفته‌است که سلول به‌طور موقت یا دائم تقسیم نمی‌شود و حتی آماده‌سازی برای تقسیم را انجام نمی‌دهد.
سلول‌های عصبی، سلول‌های ماهیچه‌ای قلب، لنفوسیت‌های T کشنده و پلاسموسیت‌ها پس از بلوغ و تکامل، وارد این فاز می‌شوند ولی کارهای اصلی خود را تا آخر عمرشان انجام می‌دهند.
بعضی سلول‌ها به‌طور موقت در این مرحله قرار دارند. مثل لنفوسیت‌های B و T قبل از شناسایی آنتی‌ژن. هنگامی که لنفوسیت‌ها آنتی‌ژن را شناسایی کنند، میتوز را شروع کرده و از فاز G0 به فاز G1 و در نهایت میتوز وارد می‌شوند.